# 주간고속도로 제805호선
805번 고속도로는 캘리포니아주에서 남북을 가로지르는 중요한 고속도로이다. 이 고속도로는 I-5의 우회도로이며, 동쪽 구역에서 달려 샌디에이고 구역까지 이어져 있다.
샌비시드로 (샌디에이고의 한 부분 구역) 미국과 멕시코의 국경 인근인 델마에서 시작된다.

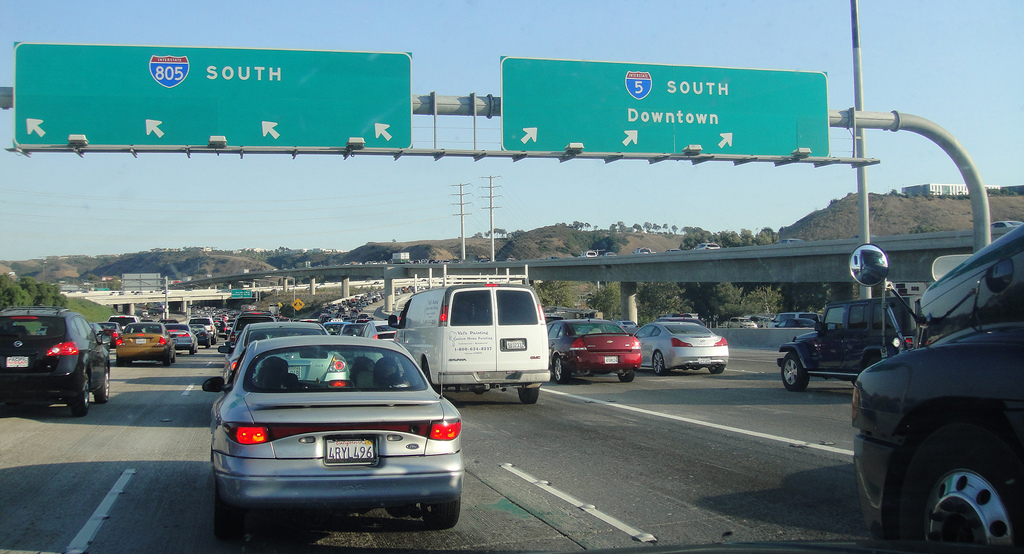
러시아워 시간대의 805번 고속도로

## 같이 보기
- 주간고속도로 제5호선